# Euastacus urospinosus
Euastacus urospinosus é uma espécie de crustáceo da família Parastacidae.
É endémica da Austrália.